# Eredivisie (mannenhandbal) 1977/78
De Eredivisie is de hoogste afdeling van het Nederlandse handbal bij de heren op landelijk niveau. In het seizoen 1977/1978 werd Duyvestein Wintersport/Hermes uit Den Haag landskampioen van Nederland. E&O en Hercules degradeerden naar de Eerste divisie.
Met het ingang van het seizoen 1977/1978 werd door het NHV meerdere vernieuwingen doorgevoerd in de nationale handbalcompetitie. Een van deze vernieuwingen was de naamswijziging van de Hoofdklasse naar de Eredivisie.

## Opzet
De twaalf teams spelen in competitieverband tweemaal tegen elkaar. De nummer één mag zich landskampioen van Nederland noemen, de nummers elf en twaalf degraderen naar de eerste divisie.

## Teams
| Club                          | Plaats     | Provincie     | Trainers        |
| ----------------------------- | ---------- | ------------- | --------------- |
| AHC '31                       | Amsterdam  | Noord-Holland |                 |
| Dumphouse/Blauw-Wit           | Neerbeek   | Limburg       | Leo Reynders    |
| E&O                           | Emmen      | Drenthe       |                 |
| De Gazellen                   | Doetinchem | Gelderland    |                 |
| Duyvestein Wintersport/Hermes | Den Haag   | Zuid-Holland  |                 |
| PSV                           | Eindhoven  | Noord-Brabant |                 |
| Hercules                      | Hengelo    | Overijssel    | Hans Hermeling  |
| Sittardia                     | Sittard    | Limburg       | Guus Cantelberg |
| Swift Arnhem                  | Arnhem     | Gelderland    |                 |
| Mora/Swift                    | Roermond   | Limburg       |                 |

## Stand
| Pos | Team                          | Wed | W  | G | V  | Ptn | DV  | DT  | +/− | Opmerking                                            |
| --- | ----------------------------- | --- | -- | - | -- | --- | --- | --- | --- | ---------------------------------------------------- |
| 1   | Duyvestein Wintersport/Hermes | 18  | 14 | 3 | 1  | 31  | 302 | 257 | +45 | Deelname Europees kampioenschap voor landskampioenen |
| 2   | Dumphouse/Blauw-Wit           | 18  | 15 | 0 | 3  | 30  | 348 | 263 | +85 | Deelname Europees kampioenschap voor bekerwinnaars   |
| 3   | Sittardia                     | 18  | 13 | 0 | 5  | 26  | 314 | 264 | +50 |                                                      |
| 4   | De Gazellen                   | 18  | 6  | 5 | 7  | 17  | 308 | 298 | +10 |                                                      |
| 5   | AHC '31                       | 18  | 7  | 2 | 9  | 16  | 286 | 301 | −15 |                                                      |
| 6   | PSV                           | 18  | 6  | 3 | 9  | 15  | 286 | 308 | −22 |                                                      |
| 7   | Swift Arnhem                  | 18  | 6  | 2 | 10 | 14  | 257 | 279 | −22 |                                                      |
| 8   | Mora/Swift                    | 18  | 6  | 2 | 10 | 14  | 264 | 328 | −64 |                                                      |
| 9   | Hercules                      | 18  | 4  | 1 | 13 | 9   | 284 | 313 | −29 | Degradatie naar de Eerste divisie                    |
| 10  | E&O                           | 18  | 4  | 0 | 14 | 8   | 336 | 374 | −38 | Degradatie naar de Eerste divisie                    |

## Uitslagen
| Thuis \ Uit                   | AHC   | BLW   | E&O   | GAZ   | HRC   | HER   | PSV   | SIT   | SWI   | SWA   |
| ----------------------------- | ----- | ----- | ----- | ----- | ----- | ----- | ----- | ----- | ----- | ----- |
| AHC '31                       |       | 17–16 | 19–18 | 14–14 | 13–14 | 15–16 | 16–17 | 18–17 | 16–13 | 12–12 |
| Dumphouse/Blauw-Wit           | 24–11 |       | 27–19 | 22–20 | 23–11 | 14–12 | 16–14 | 20–15 | 20–8  | 19–12 |
| E&O                           | 20–18 | 22–23 |       | 22–23 | 18–22 | 22–24 | 12–21 | 15–20 | 18–14 | 20–13 |
| De Gazellen                   | 17–21 | 14–21 | 28–21 |       | 19–11 | 16–18 | 17–12 | 18–20 | 23–14 | 15–14 |
| Hercules                      | 15–18 | 15–17 | 25–26 | 16–16 |       | 15–16 | 15–18 | 10–18 | 14–17 | 21–8  |
| Duyvestein Wintersport/Hermes | 16–11 | 17–8  | 23–17 | 14–14 | 14–11 |       | 18–12 | 14–13 | 19–15 | 17–15 |
| PSV                           | 14–19 | 15–19 | 21–17 | 15–15 | 20–19 | 15–15 |       | 16–24 | 20–11 | 16–16 |
| Sittardia                     | 18–15 | 15–13 | 21–19 | 14–13 | 16–12 | 14–16 | 23–10 |       | 20–14 | 12–9  |
| Mora/Swift                    | 22–20 | 12–29 | 19–18 | 14–14 | 14–13 | 18–18 | 20–18 | 13–19 |       | 15–10 |
| Swift Arnhem                  | 18–13 | 14–17 | 13–12 | 15–12 | 22–25 | 12–15 | 16–12 | 19–15 | 19–11 |       |